# Стрелкино

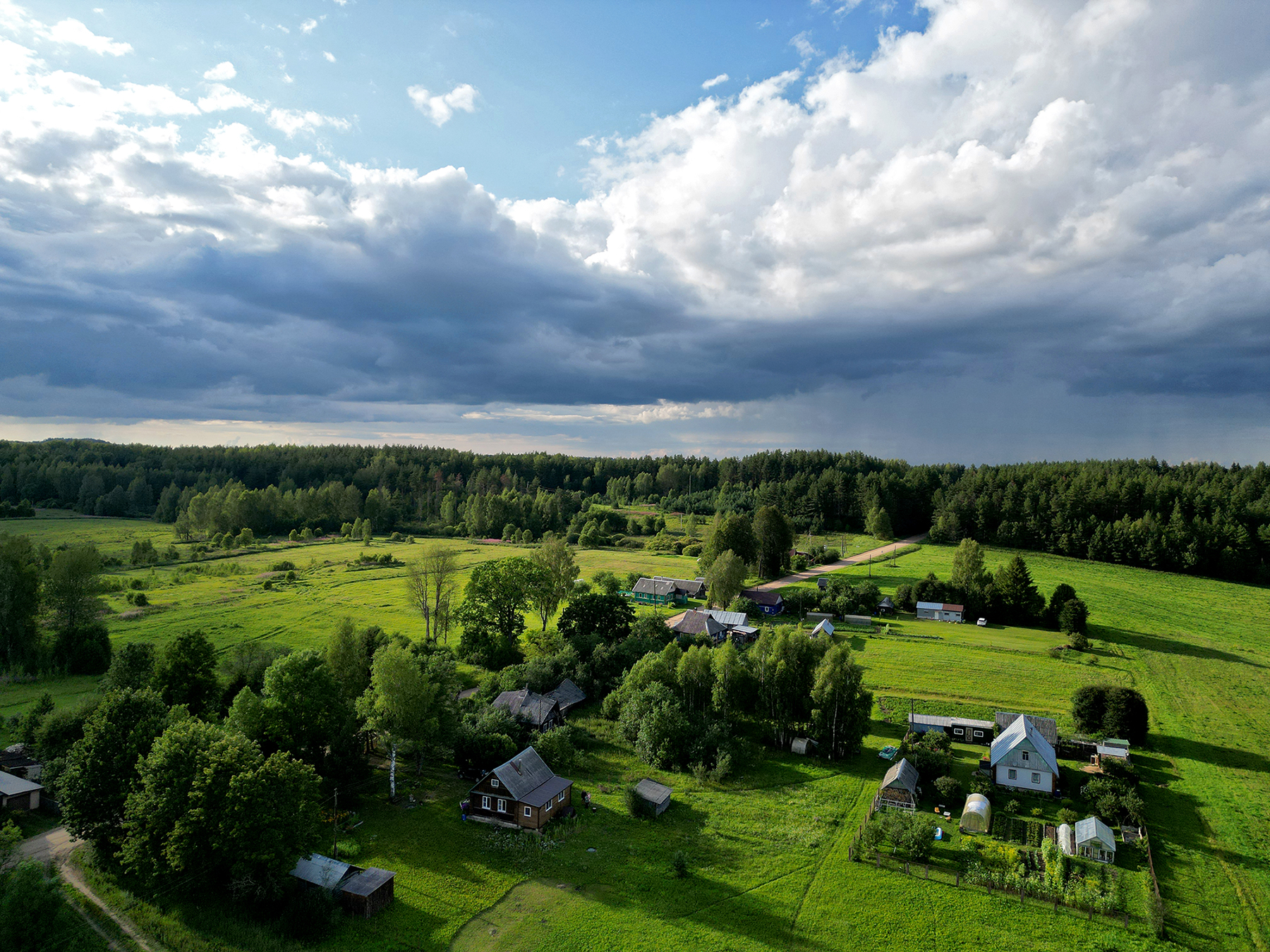
Деревня Стрелкино

Стрелкино — старинная деревня в Новоржевском районе Псковской области России. Входит в состав Выборской волости. Первые упоминания о деревне отмечены в 1585-1587 годах.

## География
Деревня находится в центральной части Псковской области, в зоне хвойно-широколиственных лесов, в живописном месте у подножия горы Поклонница, на правом берегу реки Мильи, при автодороге 58К-236, на расстоянии примерно 24 километров (по прямой) к северо-западу от города Новоржева, административного центра района.

### Климат
Климат характеризуется как умеренно континентальный, влажный. Среднегодовая температура воздуха — 4,6 °С. Средняя многолетняя температура самого холодного месяца (января) составляет −7,8 °С, средняя температура самого тёплого (июля) — +17,4 °С. Продолжительность безморозного периода составляет около 135 дней. Среднегодовое количество осадков — 585 мм. Снежный покров держится в течение 110 дней.

### Часовой пояс
Деревня Стрелкино, как и вся Псковская область, находится в часовой зоне МСК (московское время). Смещение применяемого времени относительно UTC составляет +3:00.

## Население
| 2001 | 2002 | 2010 |
| ---- | ---- | ---- |
| 7    | ↘4   | →4   |

Согласно результатам переписи 2002 года, в национальной структуре населения русские составляли 100 %.